# Guia telefònica
Una guia telefònica és un volum brindat per les empreses telefòniques, ajuntaments, etc., en el qual s'ofereix els números dels abonats al servei telefònic d'una àrea geogràfica determinada, per facilitar el contacte entre els abonats. Disposen al seu torn, de telèfons d'interès públic, com policia, bombers, hospitals, protecció civil, atenció al drogodependent, etc. La primera guia del món va ser publicada el 21 de febrer de 1878 a New Haven, estat de Connecticut, Estats Units, tenia només 50 noms.
Al principi s'oferien en forma de llibres amb paper de poca qualitat, per la seva gran tirada i el seu gruix, publicades, en general, anual o bianualment. Es distribueixen també en format electrònic, en principi en CD Rom i en pàgines d'Internet.
Les guies contenen per ordre alfabètic els noms, l'adreça postal i el telèfon d'aquells abonats a línies de telèfon que accepten ser publicats a la guia. La participació en la guia telefònica és opcional, sent l'abonat qui decideix la seva participació o no.